# Myrmeconauclea
Myrmeconauclea là một chi thực vật có hoa trong họ Thiến thảo (Rubiaceae).

## Loài
Chi Myrmeconauclea gồm các loài: